# Jan Háječek
Jan Háječek (2. října 1912 Zábřeh – 23. září 1944 Drozdov) byl český učitel, protinacistický odbojář a partyzánský velitel.

## Život
Jan Háječek se narodil 2. října 1912 v Zábřehu v rodině ševce Edvarda Háječka. V rodném městě vystudoval gymnázium, následné studium na právnické a filozofické fakultě v Praze nedokončil. V roce 1936 dokončil studia na pedagogické akademii v Brně. V rámci prezenční vojenské služby absolvoval poddůstojnickou školu, po návratu do civilního života začal učit. Působil v obecné škole v Postřelmůvku a od roku 1938 v Písařově. Na podzim téhož roku byl mobilizován. Po německé okupaci v březnu 1939 vstoupil do protinacistického odboje v organizaci Národní sdružení československých vlastenců. Na jaře 1944 došlo k jejímu prozrazení a Jan Háječek se musel začít skrývat před zatčením. Stal se velitelem jedné ze dvou čet partyzánské skupiny působící v prostoru osady Drozdovská Pila. Vzhledem k nedostatku výzbroje se skupina soustřeďovala na drobné sabotáže. Dne 23. září 1944 byla obklíčena protipartyzánskou jednotkou, během pokusu o vyproštění Jan Háječek jako jediný padl. Pohřben byl v neoznačeném hrobě v Jedlí, po skončení druhé světové války byly 8. července 1945 jeho ostatky přeneseny na hřbitov rodném Zábřehu a uloženy v čestném hrobu.

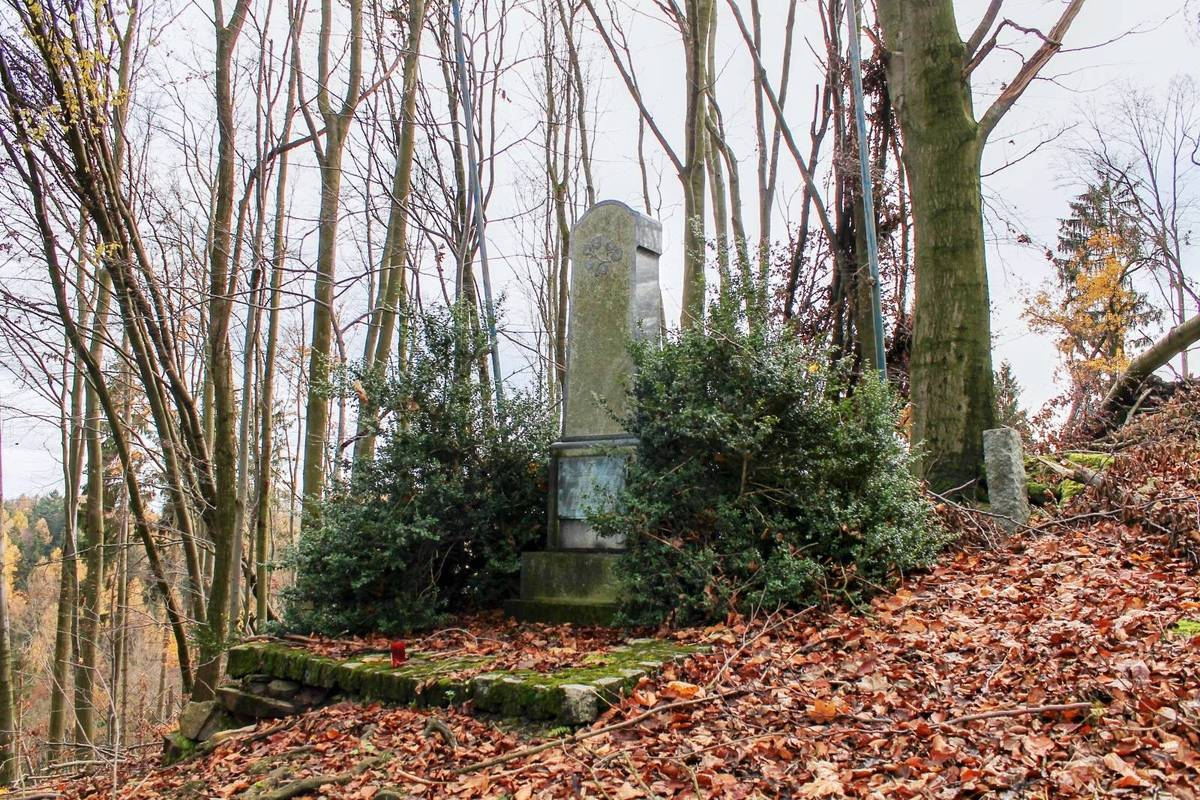
Pomník Jana Háječka v místě jeho skonu nad Drozdovskou Pilou

## Posmrtná ocenění

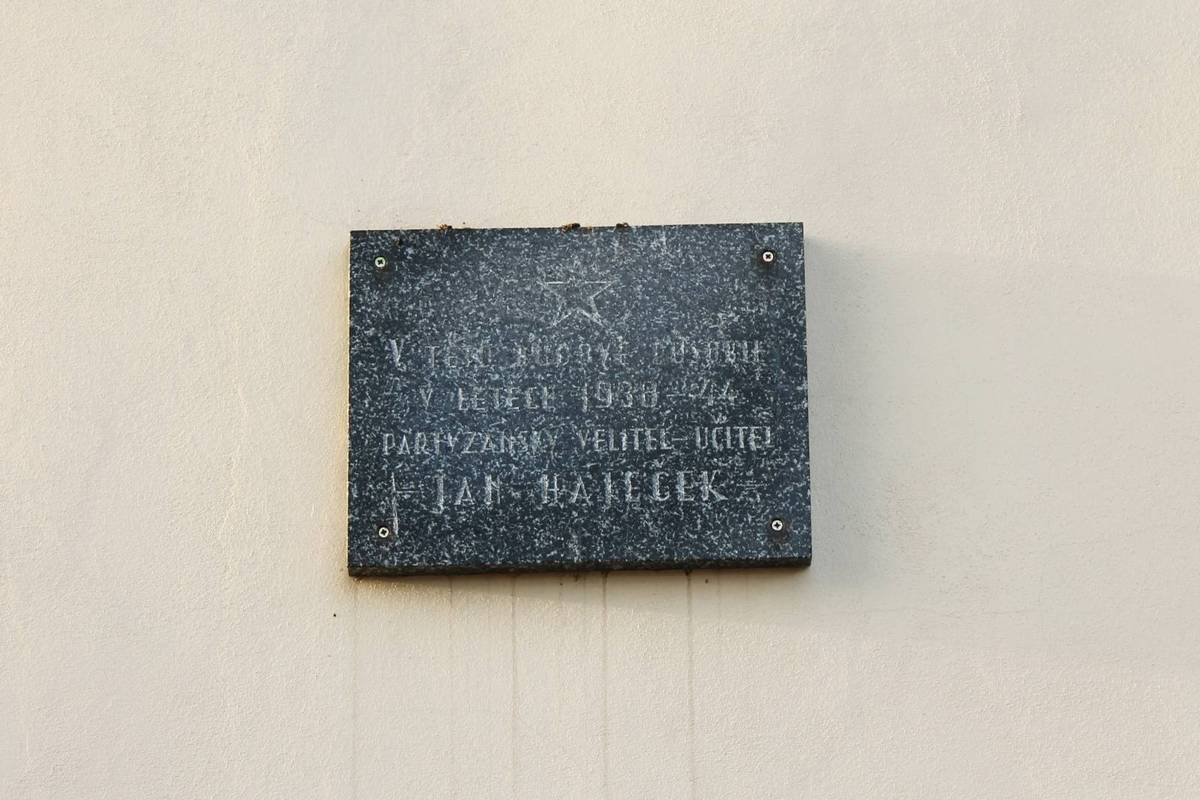
Pamětní deska Jana Háječka na budově školy v Písařově

- Janu Háječkovi byl in memoriam udělen Československý válečný kříž 1939
- Janu Háječkovi byl na hřebeni jihovýchodně od osady Drozdovská Pila v místě, kde padl, postaven pomník[2]
- Janu Háječkovi byla na budově školy v Písařově, kde působil, odhalena pamětní deska[3]
- Janu Háječkovi byla v roce 1974 vydána poštovní známka